# Doliocarpus lopez-palacii
Doliocarpus lopez-palacii är en tvåhjärtbladig växtart som beskrevs av G. A. Aymard C. Doliocarpus lopez-palacii ingår i släktet Doliocarpus och familjen Dilleniaceae. Inga underarter finns listade i Catalogue of Life.